# FMA IA 58 Pucará
FMA IA 58 Pucará ("trdnjava") je argentinsko turbopropelersko lahko jurišno letalo zasnovano v poznih 1960ih. V letih 1976–1986 ga je proizvajalo argentinsko podjetje Fábrica Militar de Aviones (FMA), zgradili so 110 primerkov.
Pucara je povsem kovinske konstrukcije, ima nizko nameščeno kantilever krilo in uvlačljivo pristajalno podvozje. Poganjata jo dva turborpropa Turbomeca Astazou X, vsak z 980KM. Bojno se je uporabljala med Falklandsko vojno in Šri-lansko državljansko vojno. 
IA-58D Pucará Delta je modernizirana verzija z motorji Pratt & Whitney PT6 in novo avioniko.

## Specifikacije
Podatki iz Jane's Civil and Military Upgrades 1994–95; Michell 1994, pp. 2–4.
Splošne značilnosti
- Posadka: two
- Dolžina: 14,25 m (46 ft 9 in)
- Razpon kril: 14,50 m (47 ft 7 in)
- Višina: 5,36 m (17 ft 7 in)
- Površina kril: 30,30 m2 (326,1 sq ft)
- Vitkost: 6,9:1
- Aeroprofil: NACA 642A215 (koren), NACA641  (konec kril)
- Teža praznega letala: 4.020 kg (8.863 lb)
- Maks. vzletna teža: 6.800 kg (14.991 lb)
- Kapaciteta goriva: v notranjosti: 1.280 L (280 imp gal; 340 US gal), možnost dodatnih zunanjih rezervoarjev
- Pogon letala: 2 × Turbomeca Astazou XVIG turboprop, 729 kW (978 hp) vsak

Zmogljivost
- Maks. hitrost: 500 km/h (311 mph; 270 kn) na višini 3.000 m (9.800 ft)
- Potovalna hitrost: 430 km/h (267 mph; 232 kn) na višini 6.000 ft (1.800 m)
- Hitrost pri porušitvi vzgona: 143 km/h (89 mph; 77 kn) (s spuščenimi zakrilci in spuščenim podvozjem)
- Neprekoračljiva hitrost: 750 km/h (466 mph; 405 kn)
- Bojni dolet: 350 km (217 mi; 189 nmi) (Bojni radij z 1.500 kg (3.300 lb) orožja, načini visoko-nizko-visoko)
- Največji doseg: 3.710 km (2.305 mi; 2.003 nmi) za maks. notranjim in zunajimi rezervoarjji
- Višina leta: 10.000 m (32.808 ft)
- g-omejitev: +6/-3 g
- Hitrost vzpenjanja: 5,5 m/s (1.080 ft/min)

Oborožitev

- Strelno orožje: 

  - 2× 20 mm Hispano-Suiza HS.804 avtomatska topova
  - 4× 7,62 mm FN Browning strojnice
- Pritrditvena mesta: 3 s kapaciteto :Do 1.620 kg (3.570 lb),